# 81 Geminorum
81 Geminorum, som är stjärnans Flamsteed-beteckning, är en dubbelstjärna belägen i den östra delen av stjärnbilden Tvillingarna och har även Bayer-beteckningen g Geminerum. Den har en kombinerad skenbar magnitud på 4,89 och är svagt synlig för blotta ögat där ljusföroreningar ej förekommer. Baserat på parallaxmätning inom Hipparcosuppdraget på ca 9,2 mas, beräknas den befinna sig på ett avstånd på ca 360 ljusår (ca 109 parsek) från solen. Den rör sig bort från solen med en heliocentrisk radialhastighet på ca 83 km/s. Stjärnans position nära ekliptikan innebär att den är föremål för ockultationer med månen.

## Egenskaper
Primärstjärnan 81 Geminorum A är en orange till gul jättestjärna av spektralklass K4 III och förmodas vara en alfaförstärkt stjärna som har en betydande överskott av kisel. Den har en massa som är ca 1,2 solmassor, en radie som är ca 34 solradier och utsänder från dess fotosfär ca 287 gånger mera energi än solen vid en effektiv temperatur av ca 4 100 K.
Den variabla hastigheten hos 81 Geminorum misstänktes först vid Dominion Astrophysical Observatory 1921 och bekräftades sedan av Lick Observatory 1922. Den är en enkelsidig spektroskopisk dubbelstjärna med en omloppsperiod på 4,2 år och en excentricitet på 0,325.